# Massenkonzentration
Die Massenkonzentration (Formelzeichen nach DIN 1310: β; nach IUPAC: ρ oder γ), mitunter auch als Partialdichte bezeichnet, ist eine sogenannte Gehaltsgröße, also eine physikalisch-chemische Größe zur quantitativen Beschreibung der Zusammensetzung von Stoffgemischen/Mischphasen (z. B. Lösungen). Hierbei wird die Masse einer betrachteten Mischungskomponente auf das Gesamtvolumen der Mischphase bezogen.
Die Massenkonzentration ist zu unterscheiden vom Massenanteil, bei der die Masse der Komponente auf die Gesamtmasse bezogen wird.

## Definition und Eigenschaften
Die Massenkonzentration βi ist definiert als Quotient aus der Masse mi einer betrachteten Mischungskomponente i und dem Gesamtvolumen V der Mischphase:
{\displaystyle \beta _{i}={\frac {m_{i}}{V}}}
V ist hierbei das tatsächliche Gesamtvolumen der Mischphase nach dem Mischvorgang, siehe die Ausführungen bei Volumenkonzentration.
Die Massenkonzentration hat dieselbe Dimension wie die Dichte ρ und entsprechend gleichfalls die abgeleitete SI-Einheit kg/m3. In der Praxis wird durch die Verwendung diverser Dezimalpräfixe oft der Massenteil (z. B. g, mg, μg) und/oder der Volumenteil (z. B. dm3, cm3) der Einheit modifiziert, bzw. im Volumenteil wird die Einheit Liter l allein oder kombiniert mit einem Dezimalpräfix (z. B. ml) verwendet. Beispielhaft gilt für die Umrechnung: 1 g/cm3 = 1 g/ml = 1 kg/dm3 = 1 kg/l = 1000 g/l = 1000 kg/m3.
Da die Massenkonzentration eine dimensionsbehaftete Größe ist, darf sie nicht – wie es in der Praxis gelegentlich fälschlich anzutreffen ist – lediglich mit dimensionslosen Hilfsmaßeinheiten wie Prozent (% = 1/100), Promille (‰ = 1/1.000) oder parts per million (1 ppm = 1/1.000.000) angegeben werden, zumal dann auch Verwechslungsgefahr z. B. mit dem Massenanteil besteht. Auch andere nicht normgerechte, veraltete, uneindeutige oder irreführende Angabeweisen wie z. B. Massenprozent, Gewichtsprozent oder das Prozentzeichen % jeweils in Kombination mit dem Zusatz (m/v) oder (w/v) sind zu vermeiden.
Bei Nichtvorhandensein der Mischungskomponente i im Stoffgemisch (also wenn mi = 0 kg) ergibt sich der Minimalwert βi = 0 kg/m3. Liegt die Komponente i als unvermischter Reinstoff vor, stimmt die Massenkonzentration βi mit der Reinstoff-Dichte ρi überein.
Die Summe der Massenkonzentrationen aller Mischungskomponenten eines Stoffgemisches (bei Lösungen also auch Einbeziehung der Massenkonzentration des Lösungsmittels!) ergibt die Dichte ρ der Mischphase, welche gleich dem Quotienten aus der Gesamtmasse m (Summe der Einzelmassen der Mischungskomponenten) und dem Gesamtvolumen V der Mischphase ist (nachfolgend formuliert für ein allgemeines Stoffgemisch aus insgesamt Z Komponenten, Index z als allgemeiner Laufindex für die Summenbildung):
{\displaystyle \sum _{z=1}^{Z}\beta _{z}=\sum _{z=1}^{Z}{\frac {m_{z}}{V}}={\frac {m}{V}}=\rho }
Aus dieser Schließbedingung folgt, dass die Kenntnis bzw. Ermittlung der Massenkonzentrationen von Z − 1 Komponenten ausreicht (bei einem Zweistoffgemisch also die Massenkonzentration einer Komponente), da sich die Massenkonzentration der verbleibenden Komponente einfach durch Differenzbildung zur Dichte ρ der Mischphase (sofern diese bekannt ist) berechnen lässt.
Die Massenkonzentrationen für ein Stoffgemisch gegebener Zusammensetzung sind – wie alle volumenbezogenen Gehaltsgrößen (Konzentrationen, Volumenanteil, Volumenverhältnis) – im Allgemeinen von der Temperatur (bei Gasgemischen ggf. auch vom Druck) abhängig, so dass zu einer eindeutigen Angabe daher auch die Nennung der zugehörigen Temperatur (ggf. auch des Drucks) gehört. Im Regelfall verursacht eine Temperaturerhöhung eine Vergrößerung des Gesamtvolumens V der Mischphase (Wärmeausdehnung), was bei gleichbleibenden Massen zu einer Verringerung der Massenkonzentrationen der Mischungskomponenten führt.
Für Mischungen idealer Gase lässt sich aus der allgemeinen Gasgleichung ableiten, dass die Massenkonzentration βi einer Mischungskomponente i proportional zu deren Partialdruck pi und umgekehrt proportional zur absoluten Temperatur T ist (Mi = molare Masse von i; R = universelle Gaskonstante):
{\displaystyle \beta _{i}={\frac {M_{i}\cdot p_{i}}{R\cdot T}}}

## Zusammenhänge mit anderen Gehaltsgrößen
In der folgenden Tabelle sind die Beziehungen der Massenkonzentration βi mit den anderen in der DIN 1310 definierten Gehaltsgrößen in Form von Größengleichungen zusammengestellt. Dabei stehen die mit einem Index versehenen Formelzeichen M bzw. ρ für die molare Masse bzw. Dichte (bei gleichem Druck und gleicher Temperatur wie im Stoffgemisch) des jeweiligen durch den Index bezeichneten Reinstoffs. Das Formelzeichen ρ ohne Index repräsentiert die Dichte der Mischphase. Der Index z dient wie oben als allgemeiner Laufindex für die Summenbildungen und schließt i mit ein. NA ist die Avogadro-Konstante (NA ≈ 6,022·1023 mol−1).
|                           | Massen-…                                                                                            | Stoffmengen-…                                                                                       | Teilchenzahl-…                                                                                      | Volumen-… |
| ------------------------- | --------------------------------------------------------------------------------------------------- | --------------------------------------------------------------------------------------------------- | --------------------------------------------------------------------------------------------------- | --- |
| …-anteil                  | Massenanteil w                                                                                      | Stoffmengenanteil x                                                                                 | Teilchenzahlanteil X                                                                                | Volumenanteil φ |
| …-anteil                  | {\displaystyle \beta _{i}=w_{i}\cdot \rho }                                                         | {\displaystyle \beta _{i}={\frac {x_{i}\cdot M_{i}\cdot \rho }{\sum _{z=1}^{Z}(x_{z}\cdot M_{z})}}} | {\displaystyle \beta _{i}={\frac {X_{i}\cdot M_{i}\cdot \rho }{\sum _{z=1}^{Z}(X_{z}\cdot M_{z})}}} | {\displaystyle \beta _{i}={\frac {\varphi _{i}\cdot \rho _{i}\cdot \rho }{\sum _{z=1}^{Z}(\varphi _{z}\cdot \rho _{z})}}} |
| …-konzentration           | Massenkonzentration β                                                                               | Stoffmengenkonzentration c                                                                          | Teilchenzahlkonzentration C                                                                         | Volumenkonzentration σ |
| …-konzentration           | {\displaystyle \beta _{i}}                                                                          | {\displaystyle \beta _{i}=c_{i}\cdot M_{i}}                                                         | {\displaystyle \beta _{i}={\frac {C_{i}\cdot M_{i}}{N_{\mathrm {A} }}}}                             | {\displaystyle \beta _{i}=\sigma _{i}\cdot \rho _{i}}                                                                     |
| …-verhältnis              | Massenverhältnis ζ                                                                                  | Stoffmengenverhältnis r                                                                             | Teilchenzahlverhältnis R                                                                            | Volumenverhältnis ψ |
| …-verhältnis              | {\displaystyle \beta _{i}=\zeta _{ij}\cdot \beta _{j}={\frac {\rho }{\sum _{z=1}^{Z}\zeta _{zi}}}}  | {\displaystyle \beta _{i}={\frac {M_{i}\cdot \rho }{\sum _{z=1}^{Z}(r_{zi}\cdot M_{z})}}}           | {\displaystyle \beta _{i}={\frac {M_{i}\cdot \rho }{\sum _{z=1}^{Z}(R_{zi}\cdot M_{z})}}}           | {\displaystyle \beta _{i}={\frac {\rho _{i}\cdot \rho }{\sum _{z=1}^{Z}(\psi _{zi}\cdot \rho _{z})}}}                     |
| Quotient Stoffmenge/Masse | Molalität b                                                                                         | Molalität b                                                                                         | | |
| Quotient Stoffmenge/Masse | {\displaystyle \beta _{i}=b_{i}\cdot M_{i}\cdot \beta _{j}} (i = gelöster Stoff, j = Lösungsmittel) | | | |
| Quotient Stoffmenge/Masse | spezifische Partialstoffmenge q                                                                     | | | |
| Quotient Stoffmenge/Masse | {\displaystyle \beta _{i}=q_{i}\cdot M_{i}\cdot \rho }                                              | | | |

Die in vorstehender Tabelle in den Gleichungen beim Stoffmengenanteil x und Teilchenzahlanteil X auftretenden Nenner-Terme sind gleich der mittleren molaren Masse {\displaystyle {\overline {M}}} des Stoffgemisches und können entsprechend ersetzt werden:
{\displaystyle \sum _{z=1}^{Z}(x_{z}\cdot M_{z})=\sum _{z=1}^{Z}(X_{z}\cdot M_{z})={\overline {M}}}

## Beispiele

### Calciumzufuhr durch Mineralwasser
Gegeben sei eine Massenkonzentration von Calcium (in wässriger Lösung in Form von Calciumionen Ca2+ vorliegend) in einem Mineralwasser in Höhe von 140 mg/l. Gesucht sei die Masse an Calcium, welche man seinem Körper bei Konsum von 1,5 Litern des Mineralwassers zuführt. Durch Umformung obiger Definitionsgleichung und Einsetzen der Zahlenwerte und Einheiten ergibt sich:
{\displaystyle m_{\mathrm {Ca} }=\beta _{\mathrm {Ca} }\cdot V=140\ \mathrm {mg/l} \cdot 1{,}5\ \mathrm {l} =210\ \mathrm {mg} }

### Lösung von Natriumchlorid in Wasser
Betrachtet wird eine Lösung von Natriumchlorid (Kochsalz) NaCl in Wasser H2O mit den Massenanteilen wNaCl = 0,03 = 3 % und entsprechend wH2O = 1 − wNaCl = 0,97 = 97 %. Mit der Dichte ρ dieser Lösung bei 20 °C folgt für die Massenkonzentrationen von NaCl bzw. H2O bei dieser Temperatur:
{\displaystyle \beta _{\mathrm {NaCl} }=w_{\mathrm {NaCl} }\cdot \rho =0{,}03\cdot 1019{,}6\ \mathrm {g/l} =30{,}6\ \mathrm {g/l} }
{\displaystyle \beta _{\mathrm {H_{2}O} }=w_{\mathrm {H_{2}O} }\cdot \rho =0{,}97\cdot 1019{,}6\ \mathrm {g/l} =\rho -\beta _{\mathrm {NaCl} }=1019{,}6\ \mathrm {g/l} -30{,}6\ \mathrm {g/l} =989{,}0\ \mathrm {g/l} }

### Stickstoff und Sauerstoff in Luft
Luft als das Gasgemisch der Erdatmosphäre enthält die beiden Hauptkomponenten Stickstoff (Teilchen: N2-Moleküle) und Sauerstoff (Teilchen: O2-Moleküle). Bei näherungsweiser Betrachtung als ein Gemisch idealer Gase sind die üblicherweise tabellierten mittleren Volumenanteile der Einzelgase in trockener Luft auf Meereshöhe (N2: ca. 78,1 %; O2: ca. 20,9 %) den Volumenkonzentrationen σ gleichzusetzen, somit gilt:
{\displaystyle \sigma _{\mathrm {N_{2}} }\approx 0{,}781=78{,}1\ \%\qquad \sigma _{\mathrm {O_{2}} }\approx 0{,}209=20{,}9\ \%}
Mit Hilfe der Reinstoffdichten von Stickstoff und Sauerstoff für eine bestimmte Temperatur T und einen bestimmten Druck p, beispielsweise für Normbedingungen (Temperatur 273,15 K = 0 °C; Druck 101.325 Pa = 1,01325 bar) lassen sich daraus die Massenkonzentrationen β von Stickstoff und Sauerstoff unter den gegebenen Randbedingungen ermitteln:
{\displaystyle \beta _{\mathrm {N_{2}} }=\sigma _{\mathrm {N_{2}} }\cdot \rho _{\mathrm {N_{2}} }\approx 0{,}781\cdot 1{,}250\ \mathrm {kg/m^{3}} \approx 0{,}976\ \mathrm {kg/m^{3}} }
{\displaystyle \beta _{\mathrm {O_{2}} }=\sigma _{\mathrm {O_{2}} }\cdot \rho _{\mathrm {O_{2}} }\approx 0{,}209\cdot 1{,}429\ \mathrm {kg/m^{3}} \approx 0{,}299\ \mathrm {kg/m^{3}} }
In der Realität ist die Luft nicht völlig trocken; bedingt durch den Wasserdampf als zusätzliche Mischungskomponente im Stoffgemisch sind die Massenkonzentrationen von Stickstoff und Sauerstoff etwas kleiner.